# Cavernularia glans
Cavernularia glans är en korallart som beskrevs av Rudolf Albert von Kölliker 1872. Cavernularia glans ingår i släktet Cavernularia och familjen Veretillidae. Inga underarter finns listade i Catalogue of Life.